# 23. Landwehr-Division (Deutsches Kaiserreich)
Die 23. Landwehr-Division war ein Großverband der Preußischen Armee im Ersten Weltkrieg.

## Gliederung

### Kriegsgliederung vom 25. April 1917
- 13. Landwehr-Infanterie-Brigade
  - Landwehr-Infanterie-Regiment Nr. 26
  - Landwehr-Infanterie-Regiment Nr. 27
  - Landwehr-Infanterie-Regiment Nr. 66
  - 6. Eskadron/Magdeburgisches Husaren-Regiment Nr. 10
  - Feldartillerie-Regiment Nr. 103
  - Pionier-Bataillon Nr. 423

### Kriegsgliederung vom 24. März 1918
- 13. Landwehr-Infanterie-Brigade
  - Landwehr-Infanterie-Regiment Nr. 26
  - Landwehr-Infanterie-Regiment Nr. 27
  - Landwehr-Infanterie-Regiment Nr. 66
  - 6. Eskadron/Magdeburgisches Husaren-Regiment Nr. 10
  - Feldartillerie-Regiment Nr. 103
  - Pionier-Bataillon Nr. 423
- Divisions-Nachrichten-Kommandeur Nr. 523

## Gefechtskalender
Die Division wurde am 25. April 1917 an der Westfront zusammengestellt und nach kurzzeitigen Kämpfen dort bereits Mitte Mai abgezogen und an die Ostfront verlegt. Hier verblieb sie über das Kriegsende hinaus und kehrte erst bis Februar 1919 in die Heimat zurück.

### 1917
- 3. bis 19. Mai --- Stellungskämpfe in den Argonnen
- 25. Mai bis 7. Dezember --- Stellungskämpfe vor Dünaburg
- 7. bis 17. Dezember --- Waffenruhe
- ab 17. Dezember --- Waffenstillstand

### 1918
- bis 18. Februar --- Waffenstillstand
- 18. Februar bis 3. März --- Offensive gegen den Peipussee und die obere Düna
  - 18. Februar --- Handstreich auf Dünaburg
- 3. bis 22. März --- Okkupation russischen Gebiets zwischen oberer Düna und Peipussee
- 22. März bis 21. September --- Okkupation großrussischen Gebietes
- 21. September bis 18. November --- Besetzung von Livland und Estland als deutsche Polizeimacht
- ab 19. November --- Räumung von Livland und Estland

### 1919
- bis 11. Februar --- Räumung von Livland und Estland

## Kommandeure
| Dienstgrad      | Name                   | Datum                            |
| --------------- | ---------------------- | -------------------------------- |
| Generalleutnant | Eduard von Hoffmeister | 25. April 1917 bis Dezember 1918 |